# Sourcieux-les-Mines
Sourcieux-les-Mines ist eine französische Gemeinde mit 2.098 Einwohnern (Stand: 1. Januar 2022) im Département Rhône in der Region Auvergne-Rhône-Alpes. Sie gehört zum Arrondissement Villefranche-sur-Saône und zum Kanton L’Arbresle. Die Einwohner werden Sourcieurois(es)  genannt.

## Geographie
Sourcieux-les-Mines liegt etwa 16 Kilometer westnordwestlich von Lyon im Herz der Monts du Lyonnais. Umgeben wird Sourcieux-les-Mines von den Nachbargemeinden Éveux im Norden, Lentilly im Osten, Pollionnay im Südosten, Saint-Pierre-la-Palud im Süden und Südwesten sowie Sain-Bel im Westen.

## Bevölkerungsentwicklung
| Jahr                       | 1962 | 1968 | 1975 | 1982 | 1990 | 1999 | 2006 | 2012 |
| Einwohner                  | 750  | 794  | 834  | 1156 | 1349 | 1762 | 1872 | 1963 |
| Quellen: Cassini und INSEE |      |      |      |      |      |      |      |      |

## Sehenswürdigkeiten
- Kapelle Fouillet aus dem 19. Jahrhundert
- Wegekreuz aus dem 15. Jahrhundert, Monument historique seit 1926

## Persönlichkeiten
- René Domingo (1928–2013), Fußballspieler

## Weblinks

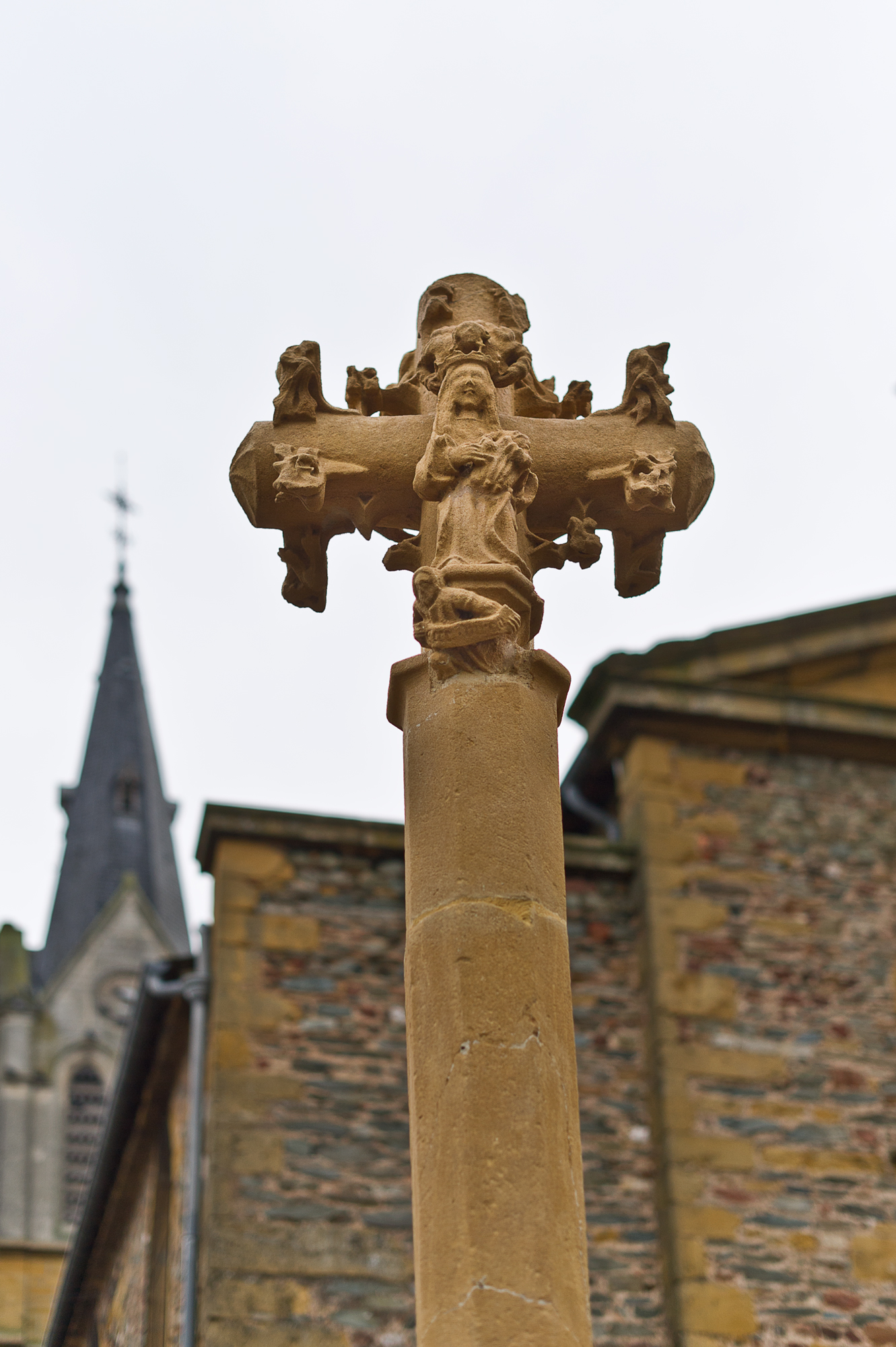
Wegekreuz